# Caryophyllia alaskensis
Caryophyllia alaskensis är en korallart som beskrevs av Vaughan 1941. Caryophyllia alaskensis ingår i släktet Caryophyllia och familjen Caryophylliidae. Inga underarter finns listade i Catalogue of Life.